# 498
498 foi um ano comum do século V que teve início e terminou a uma quinta-feira, segundo o Calendário Juliano. a sua letra dominical foi D. Segundo o horóscopo chinês, foi o ano do Tigre.
| Ano completo                        |
| ----------------------------------- |
| Ano comum com início à quinta-feira |

## Eventos
- 22 de Novembro - Eleição do Papa Símaco.

Astrologia: Início da actual Era de Pisces (Peixes), que posteriormente dará lugar à Era de Aquarius em cerca de 2600 d.C.

## Nascimentos
- Clotário I - rei dos francos

## Mortes
- 19 de Novembro - Papa Anastácio II